# Valentin Thilo (starszy)
Valentin Thilo (ur. 2 stycznia 1579 w Cyntach, zm. 1620 w Królewcu) – niemiecki duchowny luterański i poeta religijny.
W 1603 został proboszczem w Iławie Pruskiej i w tym samym roku diakonem w kościele staromiejskim w Królewcu. Zmarł w czasie zarazy wraz z żoną, córką Andreasa Irisa, profesora etyki i historii na Uniwersytecie Albrechta w Królewcu.
Podobnie jak syn, także Valentin Thilo, zajmował się układaniem pieśni kościelnych, przy czym w przypadku niektórych, jak popularnej pieśni adwentowej Mit Ernst, o Menschenkinder (pol. Z powagą przygotujcie), do dziś nie jest całkowicie jasne, który z nich jest autorem.